# オタランピ
座標: 北緯60度24分05秒 東経024度29分35秒 / 北緯60.40139度 東経24.49306度
オタランピ（フィンランド語: Otalampi）は、フィンランド南部のヴィフティ自治体の村。オタランピはフィンランドの首都ヘルシンキの北西 43 km (27 mi) にあるヌルミヤルヴィの国境近くに位置し、人口は約900人。村はフィンランド国道25号線と主要道路120(Mt 120)号線の交差点に位置している。